# Tolar (historická měna)

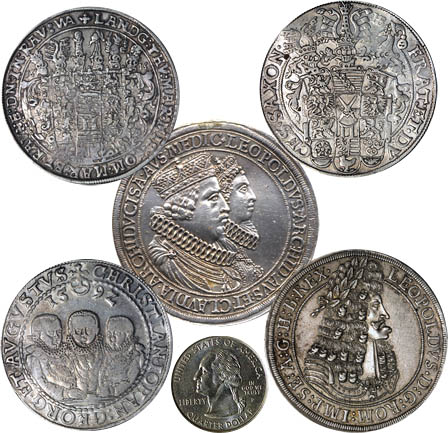
Porovnání německých a rakouských tolarů s americkým čtvrťákem (dole uprostřed)

Tolar (německy v současnosti Taler, původně německy Thaler) byla velká stříbrná mince hmotnosti kolem 30 gramů, tedy přibližně dnešní jednotka drahých kovů – troyská unce. Ražen byl v různých obměnách v různých státech (včetně Uherska). První tolar byl ražen koncem 15. století v Tyrolsku ještě jako guldiner.
Měla nahradit a také pro běžné potřeby nahradila zlaté mince, protože nebyl dostatek zlata. Původní název mincí tohoto typu zněl Guldiner nebo Guldengroschen (gulden) , název Thaler (dnes česky tolar) se začal používat až v 16. století podle tolaru z Jáchymova, německy Joachimsthaler (z Joachimsthal, Jáchymov, doslova Jáchymův důl (údolí) – jáchymovský, jáchymovec).
Označení tolar se velmi rychle rozšířilo po celé německy mluvící oblasti a odtud dále jako dolar i do Ameriky a podobně.

## Chronologie a platnost historických tolarů
- Guldiner arcivévody Zikmunda Tyrolského, od roku 1486, Hall in Tirol, Habsburská monarchie)
- Saský tolar (1492–1525, zv. Klappmützentaler, Zwickau a Schneeberg, Horní Sasko)
- Jáchymovský tolar (1519–1528, České království, Habsburská monarchie)
- Říšský tolar (1566–1754, Svatá říše římská)
- Bankovní tolar (Bancotaler či Banco-Thaler, 17.-18. století, učetní měna ve vícero evropských států
- Albrechtův tolar (Albertustaler, patagon, 17. století do roku 1755, Španělské Nizozemí)
- Tolar Marie Terezie (1741–1858, Habsburská monarchie)
- Pruský tolar (1750–1857, Prusko)
- Konvenční tolar (1748-1757)
- Korunový tolar (Kronentaler, 1755-1837, Rakouské Nizozemí)
- Spolkový tolar (Vereinsthaler, 1857–1871, Severoněmecký spolek, Bavorské království, Württemberské království, Bádenské velkovévodství, Hesenské velkovévodství)
- Slovinský tolar (1991–2007, Slovinsko)